# Abhayamudrā

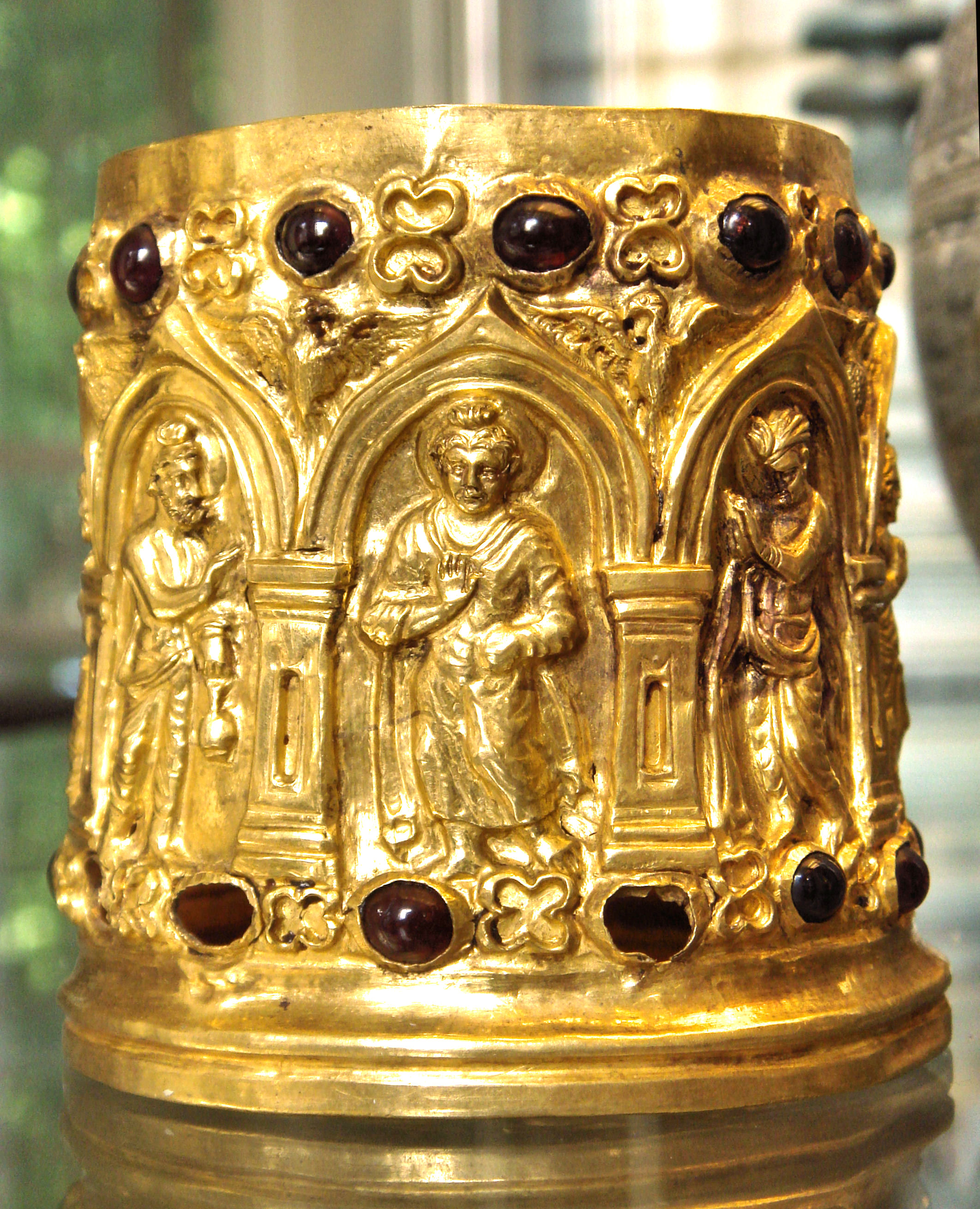
Buddha-Darstellung auf dem Bimaran-Reliquiar mit Handgestus des abhayamudra (1. Jh. n. Chr.)

Abhayamudrā (devanagari: अभयमुद्रा) ist im ursprünglich buddhistischen Kontext die Geste des Grußes und der Schutzgewährung – eine Handhaltung, welche auch Furcht abwehrt und dem Anbetenden göttlichen Schutz und Glückseligkeit zuteilwerden lässt.

## Darstellung
Beim Abhayamudra wird die rechte Hand mit nach vorne zeigender Handfläche aufrecht gehalten, während die linke bei stehenden Darstellungen meist herabhängt oder angewinkelt ist; bei sitzenden Figuren ruht die linke Hand mit der Handfläche nach oben im Schoß. Es ist die früheste Form der verschiedenen buddhistischen Mudras.
In Thailand und Laos sind oft beide Hände Buddhas in gleicher Weise erhoben; hier existieren auch Darstellungen mit erhobener linker Hand.
Das Abhayamudra ist der typische Gestus des Adibuddhas Amoghasiddhi.
Auch bei moderneren jainistischen Tirthankaras und hinduistischen Götterdarstellungen erscheint diese Geste manchmal.